# Collegio di North Thanet
North Thanet è stato un collegio elettorale inglese situato nel Kent rappresentato alla camera dei Comuni del parlamento del Regno Unito. Eleggeva un membro del parlamento con il sistema maggioritario a turno unico; il collegio è stato abolito in occasione della revisione periodica del 2024.

## Estensione
- 1983-2010: i ward del distretto di Thanet di Birchington East, Birchington West, Cecil, Cliftonville, Dane Park, Ethelbert, Margate West, Marine, Northdown Park, Pier, Salmestone, Thanet Parishes, e Westgate-on-Sea, e i ward della Città di Canterbury di Herne, Heron, Reculver e West Bay.
- 2010-2024: i ward del distretto di Thanet di Birchington North, Birchington South, Dane Valley, Garlinge, Margate Central, Salmestone, Thanet Villages, Westbrook e Westgate-on-Sea e i ward della città di Canterbury di Greenhill and Eddington, Herne and Broomfield, Heron, Marshside, Reculver e West Bay.

North Thanet consisteva delle parti settentrionale ed occidentale del distretto di Thanet (parte dell'area di Margate, Westgate-on-Sea, Birchington-on-Sea, oltre a diversi villaggi tra cui Acol, St Nicholas-at-Wade, Minster-in-Thanet, Monkton e Sarre) e la città di Herne Bay, nel distretto della città di Canterbury.

## Membri del parlamento
| Elezione | Elezione | Deputato         | Partito          |
| -------- | -------- | ---------------- | ---------------- |
|          | 1983     | Roger Gale       | Conservatore     |
|          | 2024     | Collegio abolito | Collegio abolito |

## Elezioni

### Elezioni negli anni 2010
| Partito                    | Partito                                   | Candidato                  | Risultati 12 dicembre 2019 | Risultati 12 dicembre 2019 |
| Partito                    | Partito                                   | Candidato                  | Voti                       | %                          |
| -------------------------- | ----------------------------------------- | -------------------------- | -------------------------- | -------------------------- |
|                            | Conservatore                              | Roger Gale                 | 30 066                     | 62,41                      |
|                            | Laburista                                 | Coral Jones                | 12 877                     | 26,73                      |
|                            | Lib Dem                                   | Angie Curwen               | 3 439                      | 7,14                       |
|                            | Verdi                                     | Robert Edwards             | 1 796                      | 3,73                       |
|                            |                                           |                            |                            |                            |
| Iscritti                   | Iscritti                                  | Iscritti                   | 72 811                     | 100,00                     |
| ↳ Votanti (% su iscritti)  | ↳ Votanti (% su iscritti)                 | ↳ Votanti (% su iscritti)  | 48 178                     | 66,17                      |
| ↳ Astenuti (% su iscritti) | ↳ Astenuti (% su iscritti)                | ↳ Astenuti (% su iscritti) | 24 633                     | 33,83                      |
|                            |                                           |                            |                            |                            |
|                            | Esito: collegio confermato a Conservatore |                            |                            |                            |

| Partito                    | Partito                                   | Candidato                  | Risultati 8 giugno 2017 | Risultati 8 giugno 2017 |
| Partito                    | Partito                                   | Candidato                  | Voti                    | %                       |
| -------------------------- | ----------------------------------------- | -------------------------- | ----------------------- | ----------------------- |
|                            | Conservatore                              | Roger Gale                 | 27 163                  | 56,21                   |
|                            | Laburista                                 | Frances Rehal              | 16 425                  | 33,99                   |
|                            | UKIP                                      | Clive Egan                 | 2 198                   | 4,55                    |
|                            | Lib Dem                                   | Martyn Pennington          | 1 586                   | 3,28                    |
|                            | Verdi                                     | Ed Targett                 | 825                     | 1,71                    |
|                            | Christian People's Alliance               | Iris White                 | 128                     | 0,26                    |
|                            |                                           |                            |                         |                         |
| Iscritti                   | Iscritti                                  | Iscritti                   | 72 527                  | 100,00                  |
| ↳ Votanti (% su iscritti)  | ↳ Votanti (% su iscritti)                 | ↳ Votanti (% su iscritti)  | 48 325                  | 66,63                   |
| ↳ Astenuti (% su iscritti) | ↳ Astenuti (% su iscritti)                | ↳ Astenuti (% su iscritti) | 24 202                  | 33,37                   |
|                            |                                           |                            |                         |                         |
|                            | Esito: collegio confermato a Conservatore |                            |                         |                         |

| Partito                    | Partito                                   | Candidato                  | Risultati 7 maggio 2015 | Risultati 7 maggio 2015 |
| Partito                    | Partito                                   | Candidato                  | Voti                    | %                       |
| -------------------------- | ----------------------------------------- | -------------------------- | ----------------------- | ----------------------- |
|                            | Conservatore                              | Roger Gale                 | 23 045                  | 49,12                   |
|                            | UKIP                                      | Piers Wauchope             | 12 097                  | 25,78                   |
|                            | Laburista                                 | Frances Rehal              | 8 411                   | 17,93                   |
|                            | Verdi                                     | Edward Targett             | 1 719                   | 3,66                    |
|                            | Lib Dem                                   | George Cunningham          | 1 645                   | 3,51                    |
|                            |                                           |                            |                         |                         |
| Iscritti                   | Iscritti                                  | Iscritti                   | 67 122                  | 100,00                  |
| ↳ Votanti (% su iscritti)  | ↳ Votanti (% su iscritti)                 | ↳ Votanti (% su iscritti)  | 47 053                  | 70,10                   |
| ↳ Astenuti (% su iscritti) | ↳ Astenuti (% su iscritti)                | ↳ Astenuti (% su iscritti) | 20 069                  | 29,90                   |
|                            |                                           |                            |                         |                         |
|                            | Esito: collegio confermato a Conservatore |                            |                         |                         |

| Partito                    | Partito                                   | Candidato                  | Risultati 6 maggio 2010 | Risultati 6 maggio 2010 |
| Partito                    | Partito                                   | Candidato                  | Voti                    | %                       |
| -------------------------- | ----------------------------------------- | -------------------------- | ----------------------- | ----------------------- |
|                            | Conservatore                              | Roger Gale                 | 22 826                  | 52,66                   |
|                            | Laburista                                 | Michael Britton            | 9 298                   | 21,45                   |
|                            | Lib Dem                                   | Laura Murphy               | 8 400                   | 19,38                   |
|                            | UKIP                                      | Rosamund Parker            | 2 819                   | 6,50                    |
|                            |                                           |                            |                         |                         |
| Iscritti                   | Iscritti                                  | Iscritti                   | 68 580                  | 100,00                  |
| ↳ Votanti (% su iscritti)  | ↳ Votanti (% su iscritti)                 | ↳ Votanti (% su iscritti)  | 43 343                  | 63,20                   |
| ↳ Astenuti (% su iscritti) | ↳ Astenuti (% su iscritti)                | ↳ Astenuti (% su iscritti) | 25 237                  | 36,80                   |
|                            |                                           |                            |                         |                         |
|                            | Esito: collegio confermato a Conservatore |                            |                         |                         |

### Elezioni negli anni 2000
| Partito                    | Partito                                   | Candidato                  | Risultati 5 maggio 2005 | Risultati 5 maggio 2005 |
| Partito                    | Partito                                   | Candidato                  | Voti                    | %                       |
| -------------------------- | ----------------------------------------- | -------------------------- | ----------------------- | ----------------------- |
|                            | Conservatore                              | Roger Gale                 | 21 699                  | 49,62                   |
|                            | Laburista                                 | Iris Johnston              | 14 065                  | 32,16                   |
|                            | Lib Dem                                   | Mark Barnard               | 6 279                   | 14,36                   |
|                            | UKIP                                      | Timothy Stocks             | 1 689                   | 3,86                    |
|                            |                                           |                            |                         |                         |
| Iscritti                   | Iscritti                                  | Iscritti                   | 72 765                  | 100,00                  |
| ↳ Votanti (% su iscritti)  | ↳ Votanti (% su iscritti)                 | ↳ Votanti (% su iscritti)  | 43 732                  | 60,10                   |
| ↳ Astenuti (% su iscritti) | ↳ Astenuti (% su iscritti)                | ↳ Astenuti (% su iscritti) | 29 033                  | 39,90                   |
|                            |                                           |                            |                         |                         |
|                            | Esito: collegio confermato a Conservatore |                            |                         |                         |

| Partito                    | Partito                                   | Candidato                  | Risultati 7 giugno 2001 | Risultati 7 giugno 2001 |
| Partito                    | Partito                                   | Candidato                  | Voti                    | %                       |
| -------------------------- | ----------------------------------------- | -------------------------- | ----------------------- | ----------------------- |
|                            | Conservatore                              | Roger Gale                 | 21 050                  | 50,28                   |
|                            | Laburista                                 | James Laing                | 14 400                  | 34,39                   |
|                            | Lib Dem                                   | Seth Proctor               | 4 603                   | 10,99                   |
|                            | UKIP                                      | John Moore                 | 980                     | 2,34                    |
|                            | Indipendente                              | David Shortt               | 440                     | 1,05                    |
|                            | Fronte Nazionale                          | Tom Holmes                 | 395                     | 0,94                    |
|                            |                                           |                            |                         |                         |
| Iscritti                   | Iscritti                                  | Iscritti                   | 70 962                  | 100,00                  |
| ↳ Votanti (% su iscritti)  | ↳ Votanti (% su iscritti)                 | ↳ Votanti (% su iscritti)  | 41 868                  | 59,00                   |
| ↳ Astenuti (% su iscritti) | ↳ Astenuti (% su iscritti)                | ↳ Astenuti (% su iscritti) | 29 094                  | 41,00                   |
|                            |                                           |                            |                         |                         |
|                            | Esito: collegio confermato a Conservatore |                            |                         |                         |

## Risultati dei referendum

### Referendum sulla permanenza del Regno Unito nell'Unione europea del 2016
|             | Collegio     | Lasciare UE % | Rimanere in UE % |
| ----------- | ------------ | ------------- | ---------------- |
|             | North Thanet | 64,9%         | 35,1%            |
| Inghilterra | 53,3%        | 46,7%         |                  |
| Regno Unito | 51,9%        | 48,1%         |                  |